# Europaministerium
Das Europaministerium oder Ministerium für Europäische Angelegenheiten ist ein Ministerium speziell für Angelegenheiten der Europäischen Union. Sie existieren in vielen EU-Mitgliedstaaten, aber auch einigen Beitrittsländern, assoziierten Nachbarstaaten und Bundesländern. Der leitende Beamte ist der Europaminister oder Minister für Europaangelegenheiten.
In anderen Staaten, wie Deutschland, ist die Europapolitik hingegen in der Zuständigkeit des Außenministeriums, oder geteilt zwischen mehreren Ministerien. Dennoch gibt es dort oft einen untergeordneten Europastaatssekretär.

## Liste
| Land        | Ministerium | kurz       | Portefeuilles und Anmerkungen !! Minister                                                                                      |                                                                   |
| ----------- | --- | ---------- | --- | ----------------------------------------------------------------- |
| Albanien    | Ministria e Integrimit | MIE        | Europäische Integration | Ministër e Integrimit                                             |
| Deutschland | - Baden-Württemberg: Ministerium der Justiz und für Europa - Brandenburg: Ministerium der Finanzen und für Europa des Landes Brandenburg - Hessen: Hessischer Minister für Bundes- und Europaangelegenheiten - Niedersachsen: Niedersächsisches Ministerium für Bundes- und Europaangelegenheiten und Regionale Entwicklung - Nordrhein-Westfalen: Ministerium für Bundesangelegenheiten, Europa und Medien - Saarland: Ministerium für Finanzen und Europa - Sachsen: Staatsministerium der Justiz und für Demokratie, Europa und Gleichstellung - Bayern: Bayerischer Staatsminister für Europaangelegenheiten und Internationales - Thüringen: Minister für Kultur, Bundes- und Europaangelegenheiten - Schleswig-Holstein: Minister für Landwirtschaft, ländliche Räume, Europa und Verbraucherschutz |            | Im Bund gibt es einen Staatsminister für Europa, der jedoch nur den Rang eines Europastaatssekretärs beim Auswärtigen Amt hat. |                                                                   |
| Kroatien    | Ministarstvo vanjskih i europskih poslova (Ministry of Foreign and European Affairs) | MVEP (MFA) | Äußere und europäische Angelegenheiten                                                                                         | Ministar europskih poslova                                        |
| Luxemburg   | Ministère des Affaires étrangères et européennes (Ministerium für Äußere und Europäische Angelegenheiten) | MAE        | Äußere und europäische Angelegenheiten                                                                                         | Ministre des Affaires étrangères et européennes                   |
| Montenegro  | Ministarstvo vanjskih poslova i evropskih integracija (Ministry of Foreign Affairs and European Integration) | MIP        | Äußeres und europäische Integration                                                                                            | Ministar evropskih integracija                                    |
| Österreich  | Bundesministerium für europäische und internationale Angelegenheiten | BMEIA      | Europäische und internationale Angelegenheiten seit EU-Beitritt 1991, seit 2007 auch namentlich                                | Bundesminister für europäische und internationale Angelegenheiten |

## Historische Behörden
| Land                   | Ministerium                                       | kurz  | Portefeuilles und Anmerkungen                                   | Minister                                                 |
| ---------------------- | ------------------------------------------------- | ----- | --------------------------------------------------------------- | -------------------------------------------------------- |
| Litauen                | Lietuvos Respublikos Europos reikalų ministerija  | LR EM | Europäische Angelegenheiten                                     | Europos reikalų ministras vom 18. Dezember 1996 bis 1998 |
| Vereinigtes Königreich | Secretary of State for Exiting the European Union |       | Austritt des Vereinigten Königreichs aus der Europäischen Union | vom 13. Juli 2016 bis 31. Januar 2020                    |

## Italien
In Italien ist für die Europapolitik in der Regel ein Minister ohne Geschäftsbereich oder ein Staatssekretär zuständig, dessen Dienststelle (Dipartimento delle politiche europee) beim Amt des Ministerpräsidenten angesiedelt ist. Zeitweise wurde die Europapolitik vom Außenministerium übernommen.